# Толстой, Николай Алексеевич (писатель)
Никола́й Алексе́евич Толсто́й (1856—1918) — литератор, автор публицистических статей, художник.

## Биография
Внучатый племянник Я. Н. Толстого, отец С. Н. Толстого. Из старинного дворянского рода, тверской ветви Толстых. Отец, Алексей Николаевич (1827—1874), — офицер, герой обороны Севастополя (1854—1855), был мировым судьёй Тверской губернии; мать, Надежда Александровна Козлова (1835—1909), из рода дворян Кротковых. Воспитывался в имении деда «Новинки» Николая Николаевича Толстого, бывшего семёновского офицера. Получив прекрасное домашнее воспитание в религиозной аристократической семье, сдал экзамены в 3-й класс тверской гимназии. С переводом отца на службу в Нижний Новгород Толстой поступил там (около 1868―1870 годов) в Аракчеевский кадетский корпус. После скоропостижной смерти отца от оспы семья вернулась в имение деда, а Толстой переехал в Москву (в особняк бабушки на Тверском бульваре. Детские впечатления Толстого связаны с впечатлениями от посещений дома бабушки, где он родился, интеллектуальной элитой общества Александром Дружининым, Осипом Сенковским, Сергеем, Иваном и Аркадием Аксаковыми, Карлом и Александром Брюлловыми. В имение деда наезжали декабристы Фёдор Глинка и Никита Муравьёв, жил после ссылки Иван Якушкин.
В течение десяти лет (1875—1885) Толстой занимался совершенствованием образования, изучал языки (французский, немецкий, позднее — английский), переводил, писал стихи и прозу, но не публиковался. Путешествовал по Германии, Италии, Франции, Испании. С молодости обнаруживал самые разнообразные дарования и увлечения — рисовал, играл на скрипке, прекрасно разбирался в астрономии, хорошо знал жизнь животных, за границей собрал коллекцию раковин, окаменелостей, растений. В 1885 году женился на своей троюродной сестре Марии Алексеевне Загряжской и окончательно поселился в имении деда. Здесь он стал заниматься литературой, не ставя целью стать профессиональным писателем. Сочинительство, как и живопись, рассматривал как «серьёзное расширение жизни». Главным для Толстого стало воспитание детей (в строго православных традициях), он сам их учил, поднимал в 5 утра, заставлял подолгу работать в саду; обладал властным и тяжелым характером.
Поздний дебют Толстого в печати — шутливо-сатирическая поэма в 5 песнях «Дон-Жуан» (1900, 1901), где говорится об обмелении и упадке воли современного человека. Сборник «Обо всём и о прочем» (1905) объединил разнородные произведения: прозаическое сочинение «Налли», поэма «Чёрт» (1895), повесть в стихах «Письмо» (1889), полемическая статья «Что такое Некрасов». В статьях 1902 года «О дворянстве» и «О партиях» Толстой высказывает свои исторические и политические взгляды. Начало угасания русского дворянства видит в катастрофе 14 декабря 1825 года, в настоящем же констатирует его отсутствие: дворянство перестало жить.
В 1904 году опубликовал сказку в стихах «для всех возрастов» «Три сестры» в 7 песнях, с собственными яркими иллюстрациями, с фотографией четверых детей и посвящением им. В основе сказки, написанной в фольклорной традиции, использован мотив оборотничества: персонажи являются попеременно то в человеческом, то в зверином облике, символизируя божественную вертикаль: человек, преодолевая соблазн и внутреннюю раздвоенность, «выпрямляясь», растет ввысь.
Толстой преклонялся перед гением Шекспира, находил в нём «величайшую умозрительную философию». Издал перевод нескольких сцен «Гамлета» (1902); позже посчитал его неудачным, над новым вариантом работал до последних дней.
После 1905 года Толстой задумал написать «Летопись семьи Толстых XVIII—XX вв.», систематизировал богатейший семейный архив, включающий столетнюю переписку родственников семейств, рисунки известных русских художников. «Летопись», оконченная около 1915 года, была утрачена в революцию (сохранились лишь отдельные страницы и вступительный очерк), как и созданные после 1905 года сборник стихотворений, переводы из Шекспира, сатирическая повесть «Похождения действительного тайного советника фон-Плюева в дни русской революции», статьи.
В сентябре 1918 года Толстой был арестован и расстрелян как заложник, жена добровольно разделила его участь. В 1920 году расстреляли обоих сыновей-офицеров, Ивана и Алексея, не давших слово не воевать против советской власти.